# Báb/Színház/Zene
A Báb/Színház/Zene az Úzgin Űver magyar együttes harmadik albuma, mely 2002-ben jelent meg.
Ezen  az albumon hét különböző színházi darabhoz írt szerzemények, többek között a kecskeméti Ciróka Bábszínház, Odüsszeia, Kis Mukk, Csipkerózsika; a Maskarás Céh, Akárki és Világfa című előadásainak zenéinek válogatása hallható.
A dalok ázsiai motívumokra épülnek. A szerzeményekben a török, az iráni, a mongol hatású népies elemek keverednek az ún. ambientes vonásokkal. Az előző két albumhoz képest kevésbe érezhető a prog. rock hatás, kevésbé gitár centrikus. Annak ellenére, hogy a hét különböző színdarab zenéi kerültek egy albumra, jól komponált, egységes hangulati ívű  albumot hoztak létre.
A lemez egyik érdekessége, hogy a "Niagara" című szám Jancsó Miklós, Az utolsó vacsora az Arabs szürkénél című zenés filmhez készült.
Küllemében is egy egységesebb, erősebb korong került kiadásra. A lemez CD-ROM kiadvány. Sok információ található az együttes tagjairól, a hangszerekről, a színdarabokról, előadásokról mindezt egy sajátságos hangulatú, képekkel gazdagon illusztrált multimédiás felületen Murár Péter szerkesztésében.

## Az album dalai
Az összes dal szerzője Homoki Péter és Majoros Gyula. 
|     | Cím                                                                                        | Hossz |
| --- | ------------------------------------------------------------------------------------------ | ----- |
| 1.  | "Fanfare" (Homoki Péter, Majoros Gyula, Farkas Marcsi)                                     | 00:11 |
| 2.  | "Cirkusz" (Homoki Péter, Farkas Marcsi)                                                    | 02:40 |
| 3.  | "Világfa" (Homoki Péter, Majoros Gyula, Pettik Ádám)                                       | 05:21 |
| 4.  | "Istenség" (Homoki Péter, Majoros Gyula, Pettik Ádám)                                      | 03:31 |
| 5.  | "Nap + Hold" (Homoki Péter, Majoros Gyula, Pettik Ádám, Hsü Chiafen Zitong                 | 06:54 |
| 6.  | "Niagara" (Homoki Péter, Majoros Gyula)                                                    | 04:16 |
| 7.  | "Kis Mukk nyitány" (Homoki Péter, Majoros Gyula)                                           | 02:50 |
| 8.  | "Bagdad Night" (Homoki Péter, Majoros Gyula)                                               | 01:23 |
| 9.  | "Mukk mesélő" (Homoki Péter, Majoros Gyula)                                                | 04:06 |
| 10. | "Kiszi-Kuszi" (Homoki Péter, Majoros Gyula, Zalán Tibor, Fiáth Titanilla)                  | 02:34 |
| 11. | "Rossz tündér" (Zalán Tibor, Paizs Miklós)                                                 | 01:38 |
| 12. | "Jó tündér" (Homoki Péter, Majoros Gyula, Farkas Marcsi, Zalán Tibor)                      | 01:58 |
| 13. | "Lótuszevők dala" (Homoki Péter, Majoros Gyula, Farkas Marcsi, Hideg Antal, Talabos Csaba) | 03:36 |
| 14. | "Darálás" (Homoki Péter, Majoros Gyula, Kovács Géza)                                       | 03:33 |
| 15. | "Lépcsőház" (Homoki Péter, Majoros Gyula, Paizs Miklós)                                    | 04:30 |
| 16. | "Nyűvek" (Homoki Péter, Majoros Gyula, Paizs Miklós)                                       | 00:33 |
| 17. | "Akusztik edit" (Majoros Gyula, Paizs Miklós)                                              | 05:59 |
| 18. | "Halom 1" (Homoki Péter, Majoros Gyula)                                                    | 03:43 |
| 19. | "Menet" (Homoki Péter, Majoros Gyula)                                                      | 08:25 |
| 20. | "Halom 5" (Homoki Péter, Majoros Gyula)                                                    | 00:54 |
| 21. | "Temetés" (Homoki Péter)                                                                   | 03:09 |
| 22. | "Dáridó" (Homoki Péter, Majoros Gyula)                                                     | 01:46 |

## Közreműködők
- Farkas Marcsi - (hegedű, ének)
- Homoki Péter - (gitár, ütőhangszerek, elektronika)
- Majoros Gyula - (klarinét, szaxofon, duda, furulya, zurna, doromb, ének)
- Paizs Miklós - (fulyara, trombita, doromb, csövek, dorombének)
- Hideg Antal - (szöveg)
- Zalán Tibor - (szöveg)
- Kovács Géza - (szöveg)
- Faith Titanilla - (szöveg)
- Talabos Csaba - (vokál)
- Pettik Ádám - (csörgők, kontra)
- Hsü Chiafen Zitong - (ének)

## Külső hivatkozások
- Az Úzgin Űver együttes hivatalos honlapja
- Az Úzgin Űver együttes a myspace-en
- zajlik - Úzgin Űver Archiválva 2016. március 4-i dátummal a Wayback Machine-ben
- dalok - Úzgin Űver Archiválva 2010. július 16-i dátummal a Wayback Machine-ben
- Bahia Music CDB088 - Úzgin Űver: Báb / Színház / Zene (2002)